# Élisabeth Margoni
Pour les articles homonymes, voir Margoni.
Élisabeth Margoni est une actrice française née à Mantes-la-Jolie (Yvelines) le 16 janvier 1945. 

## Biographie
Son frère ainé, Alain et elle sont les enfants de l'artiste peintre Denise Margoni, née Montillier, et de Eugenio Margoni. Depuis 1982, le comédien Yves Beneyton est son époux.

## Filmographie sélective

### Cinéma
- 1976 : Le Corps de mon ennemi d'Henri Verneuil : Karine Lechard, une serveuse du Number One
- 1977 : Nous irons tous au paradis d'Yves Robert : Daisy
- 1980 : Extérieur, nuit de Jacques Bral : Véronique
- 1981 : Celles qu'on n'a pas eues de Pascal Thomas : Mathilde
- 1981 : Le Professionnel de Georges Lautner : Jeanne Beaumont
- 1982 : Le Bourgeois gentilhomme de Roger Coggio : Nicole
- 1985 : La Baston de Jean-Claude Missiaen : Vanessa
- 1989 : Mes meilleurs copains de Jean-Marie Poiré : Monique
- 1995 : Le Hussard sur le toit de Jean-Paul Rappeneau : la femme du fermier
- 1997 : Alors voilà de Michel Piccoli : Vivianne
- 1998 : Les Couloirs du temps : Les Visiteurs 2 de Jean-Marie Poiré : Mme Lumeau-Péricard
- 2000 : Sexo por compasión de Laura Mañá : Lolita
- 2001 : L'Engrenage de Frank Nicotra : la mère de Mario
- 2002 : La Mentale de Manuel Boursinhac : Evelyne
- 2003 : Love Actually de Richard Curtis : Eleanore
- 2004 : San-Antonio de Frédéric Auburtin : la Première Dame
- 2005 : C'est pas tout à fait la vie dont j'avais rêvé de Michel Piccoli : la maîtresse
- 2006 : Qui m'aime me suive de Benoît Cohen : Monique
- 2010 : Benvenuti al Sud de Luca Miniero : Signora Volpe
- 2011 : Bienvenue à bord d'Éric Lavaine : Gabriella
- 2023 : Ma France à moi de Benoît Cohen : Evelyne

### Télévision
- 1968 : Au théâtre ce soir : Étienne de Jacques Deval, mise en scène Louis Seigner, réalisation Pierre Sabbagh, théâtre Marigny
- 1977 : Un juge, un flic de Denys de La Patellière : ? (saison 1, épisode Le Mégalomane)
- 1978 : Les Hommes de Rose, feuilleton télévisé de Maurice Cloche : ottavia
- 1978 : Madame le juge, de Claude Barma (série TV) : ? (épisode M. Bais)
- 1982 : Messieurs les jurés : L'Affaire Baudières d'André Michel : Pascale Baudières
- 1983 : Les Nouvelles Brigades du Tigre de Victor Vicas de Victor Vicas : Maya (épisode Les Princes de la nuit)
- 1983 : Par ordre du Roy : la princesse Jabirovska (les 3 épisodes)
- 1984 : Les Enquêtes du commissaire Maigret de Georges Ferraro : Aline (épisode Maigret se défend)
- 1984 : Les Enquêtes du commissaire Maigret d'Alain Boudet : Aline  (épisode La Patience de Maigret)
- 1988 : Les Amies de Miami de Denis Héroux : Gina
- 1993 : Les Maîtres du pain d'Hervé Baslé : ?
- 1999 : Julie Lescaut (TV) de Pascal Dallet : Selmier (saison 8, épisode 1)
- 1999 : Eva Mag : la mère de Thomas (épisode 4)
- 2000 : La Vocation d'Adrienne de Joël Santoni : Francine Sebillot (épisode 3 : Grandeur nature)
- 2002 : Les Filles du calendrier de Jean-Pierre Vergne : ?
- 2002 : Joséphine, ange gardien : Mme Mangin (épisode Nadia)
- 2004 : Les Filles du calendrier sur scène de Jean-Pierre Vergne : Françoise
- 2006 : Jeanne Poisson, marquise de Pompadour de Robin Davis : Mme Poisson
- 2011 : Le Grand Restaurant de Pierre Palmade : la femme de Claude Brasseur, qui joue un homme complètement amnésique
- 2013 : Alice Nevers : la mère de Mattéo (saison 12, épisode 4)
- 2018 - 2022: Un si grand soleil : Marylin Legrand, la mère de Gary et grand-mère d'Inès

## Théâtre
- 1968 : L'Amour propre de et mise en scène Marc Camoletti, théâtre Édouard VII
- 1969 : L'Ascenseur électrique de Julien Vartet, mise en scène Roland Piétri, théâtre de la Renaissance
- 1971 : Deux Imbéciles heureux de Michel André, théâtre Gramont
- 1973 : Le Médecin malgré lui de Molière, mise en scène Jean-Louis Thamin, théâtre Graslin
- 1974 : Le Médecin malgré lui de Molière, mise en scène Jean-Louis Thamin, théâtre de l'Atelier
- 1976 : Isaac et la sage femme de Victor Haïm, mise en scène Étienne Bierry, théâtre de Poche Montparnasse
- 1977 : Quoat-Quoat de Jacques Audiberti, mise en scène Georges Vitaly, théâtre La Bruyère
- 1979 : La Fugue de Francis Lacombrade et Bernard Broca, musique Alexis Weissenberg, mise en scène Jean-Claude Brialy, théâtre de la Porte-Saint-Martin
- 1979 : L'Ours d'Anton Tchekhov, mise en scène Jean-Luc Moreau, théâtre Hébertot
- 1981 : Le Nombril de Jean Anouilh, mise en scène Jean Anouilh & Roland Piétri, théâtre de l'Atelier
- 1988 : Ténor de Ken Ludwig (en), mise en scène Jean-Luc Moreau théâtre de la Porte-Saint-Martin
- 1989 : Tempo de Richard Harris, mise en scène Philippe Ogouz, théâtre Fontaine
- 1991 : Le Prête-nom de John Chapman, mise en scène Jean-Luc Moreau
- 1992 : Le grand jeu de Philippe Hodara et Bruno Chapelle, mise en scène de Daniel Colas, Théâtre Michel
- 2004 : Sortie de scène de Nicolas Bedos, mise en scène Daniel Benoin, théâtre national de Nice

## Doublage

### Cinéma

#### Films
- 1983 : Cujo : Charity Camber (Caiulani Lee)
- 1984 : Falling in Love d'Ulu Grosbard : Ann Raftis (Jane Kaczmarek)
- 1985 : Starman : Jenny Hayden (Karen Allen)
- 1985 : Mask : Florence « Rusty » Dennis (Cher)
- 1985 : Runaway : L'Évadé du futur : Jackie Rogers (Kirstie Alley)
- 1991 : Ombres et Brouillard : une prostituée (Kathy Bates)
- 1996 : Disjoncté : la mère de Ernie « Chip » Douglas (Kathy Griffin)
- 2000 : Erin Brockovich, seule contre tous : Brenda (Conchata Ferrell)

### Télévision

#### Séries télévisées
- 1991 : Hercule Poirot : Jane Pleinderleth (Juliette Mole) (saison 1, épisode 2)
- 2001 : Inspecteur Barnaby : ? ( ? ) (saison 2, épisode 4)
- 2002 : New York, unité spéciale : Mme Preston (Ileen Getz) (saison 4, épisode 7)
- 2005-2015 : Mon oncle Charlie : Berta, la femme de ménage de Charlie puis de Walden (Conchata Ferrell)
- 2016 : The Young Pope : Rose (Jan Hoag)

#### Séries d'animation
- 1982 : Maya l'abeille : la coccinelle